# ویلیام اوسولا
ویلیام اوسولا (دانمارکی: William Osula؛ زادهٔ ۴ اوت ۲۰۰۳) بازیکن فوتبال نیجریه‌ای‌تبار اهل دانمارک است.
از باشگاه‌هایی که در آن بازی کرده است می‌توان به باشگاه فوتبال نیوکاسل یونایتد، باشگاه فوتبال دربی کانتی، و باشگاه فوتبال شفیلد یونایتد اشاره کرد.
وی همچنین در تیم‌های ملی فوتبال زیر ۲۱ سال دانمارک بازی کرده است.